# Randers Revyen
Den oprindelige Randers Revy kan spores helt tilbage til slutningen af 1800-tallet, hvor den store skuespiller Frederik Jensen fik sin debut i "Ridderen af Randers Bro" i 1881. Siden hen er den blev spillet med store mellemrum, måske flere end der kendes til, men oplysninger er lidt sparsomme i de første mange årtier. Men i 70´erne fik den et comeback på "Hotel Kongens Ege" hvor skiftende revyhold underholdte i årene 1976-1990.Efterfølgende skulle der igen gå mange år, før revyen i 2008 genopstod med titlen "Randers Sommerrevy". og fortsat spiller i Pakhuset på Randers havn, i ugerne omkring "Randersugen".

## Randers revyen1881

### Titel: Ridderen af Randers Bro
Medvirkende: Frederik Jensen, Maria Spiers og Augusta Rohde.

## Randers revyen1915

### Titel: Randers i lygteskær
Medvirkende: Alfred Bagger, Carl Leisner, Harald Holst, Knud Preisler, Valborg Bagger og Valborg Wøhler

## Randers revyen1976

### Titel: Randers i Hatten
Medvirkende: Jens Okking, Helle Winge, Lis Adelvard og Jette Roberts

## Randers revyen1977

### Titel: Randers i blomsterne
Medvirkende: Benny Hansen, Lone Helmer, Helle Winge og Helle Sihm. Desuden medvirkede musikduoen Jan og René aka. Jan Jacobsen og René Schiøtt

## Randers revyen1978

### Titel: Randers Revyen
Medvirkende: Willy Rathnov, Otto Brandenburg, Beatrice Palner, Vivi Bak og Lise Schrøder

## Randers revyen1979

### Titel: Randers Revyen
Medvirkende: Otto Brandenburg, Vivi Bak, Grethe Thordahl, Hugo Herrestrup og Lise Schrøder

## Randers revyen1980

### Titel: Randers i Hopla
Medvirkende: Jørgen Buckhøj, Margrethe Koytu, Henning Hansen, Vibeke Arensbak og Brita Fogsgård

## Randers revyen1981

### Titel: Randers Revyen
Medvirkende: Otto Brandenburg, Elga Olga Svendsen, Grethe Thordahl, John Martinus, Benedikte Dahl og Linda Laursen

## Randers revyen1982

### Titel: Randers Revyen
Medvirkende: Karen Lykkehus, Hugo Herrestrup, Karin Jagd, Lars Lohmann, Jan Hertz og Inger-Lise Gaarde

## Randers revyen1983

### Titel: Randers Revyen
Medvirkende: Benny Hansen, Grethe Thordahl, Karin Jagd, Jan Hertz og Lotte Tarp

## Randers revyen1984

### Titel: Randers på toppen
Medvirkende: Jan Hertz, Grethe Mogensen, Aksel Erhardsen, Lone Helmer og Lone Lau

## Randers revyen1985

### Titel: Randers i fest
Medvirkende: Benny Hansen, Otto Brandenburg, Jytte Breuning, Susanne Jagd, Anita Ziegler og Freddie Andersen

## Randers revyen1986

### Titel: 6 piger i Randers
Medvirkende: Ulla Jessen, Ellen Winther Lembourn, Lone Helmer, Nellie Crump, Grethe Søndergaard og Christina Krøll

## Randers revyen1987

### Titel: Bare piger i Randers
Medvirkende: Ulla Jessen, Ellen Winther Lembourn, Lone Helmer, Nellie Crump, Grethe Søndergaard og Christina Krøll

## Randers revyen1989

### Titel: Randers revyen
Medvirkende: Bendt Reiner, Poul-Kristian Jensen, Lise Schrøder og Betty Glosted

## Randers revyen1990

### Titel: 20 år på høje hæle
Medvirkende: Bendt Reiner, Poul-Kristian Jensen og Karsten Jansfort

## Randers revyen2008

### Titel: Randers sommer revy
Medvirkende: Jeanne Boel, Leif Maibom, Lone Rødbroe og Kim Brandt

## Randers revyen2009

### Titel: Randers sommer revy
Medvirkende: Leif Maibom, Lise-Lotte Norup, Lone Rødbroe og Hans Holtegaard

## Randers revyen2010

### Titel: Randers sommer revy
Medvirkende: Søren Hauch-Fausbøll, Lise-Lotte Norup, Lone Rødbroe og Rasmus Krogsgaard

## Randers revyen2011

### Titel: Randers sommer revy
Medvirkende: Jeanne Boel, Thomas Mørk, Leif Maibom og Lone Rødbroe

## Randers revyen2012

### Titel: Randers sommer revy
Medvirkende: Jeanne Boel, Lone Rødbroe, Tom Jensen og Jacob Morild

## Randers revyen2013

### Titel: Randers sommer revy
Medvirkende: Lone Rødbroe, Rasmus Krogsgaard, John Batz og Anne Karin Broberg

## Randers revyen2014

### Titel: Randers sommer revy
Medvirkende: Lone Rødbroe, Tom Jensen, Jacob Morild og Stinne Hedrup

## Randers revyen2015

### Titel: Randers sommer revy
Medvirkende: Lone Rødbroe, Pernille Schrøder, Karsten Jansfort og Jacob Morild

## Randers revyen2016

### Titel: Randers sommer revy
Medvirkende: Jeanne Boel, Lone Rødbroe, Karsten Jansfort og Jacob Morild

## Randers revyen2017

### Titel: Randers sommer revy
Medvirkende: Pernille Schrøder, Jacob Morild, Rasmus Krogsgaard og Mette Marckmann